# Kostel Panny Marie Sněžné (Velké Kunětice)
Kostel Panny Marie Sněžné ve Velkých Kuněticích v okrese Jeseník, stojí v severní části obce. Je spravován římskokatolickou farností Velké Kunětice děkanátu Jeseník diecéze ostravsko-opavské. Raně gotický opevněný kostel s ohradní zdí a bránou byl zapsán do seznamu kulturních památek ČR před rokem 1988.

## Historie
První písemná zmínka je z roku 1290, kdy kostel byl zasvěcen svaté Alžbětě Durynské. V 16. století byl opevněn kamennou hradbou s průjezdní věžovou bránou. V období třicetileté války (před rokem 1638) byl zničen. Písemná zpráva z roku 1651 uvádí, že nad kněžištěm byla věž, jejíž tři poschodí byla zděná (kámen) a horní část dřevěná. Vizitační protokol z roku 1666 uvádí kapli s oltářem a křtitelnicí na jižní straně kostela. V roce 1707 byla postavena nová sakristie v barokním slohu na místě staré, zbořené. V roce 1758 kostel vyhořel a následovaly další stavební barokní přestavby. V roce 1807 byla zbořena sakristie na severní straně kněžiště a nová byla postavena na východní straně. Byla patrová (v patře byl depozitář) zaklenutá valenou klenbou s výsečemi. V roce 1815 byla vichřicí poškozena věž. Její dřevěná část byla dozděna v roce 1825. V období 1836–1837 byly přistavěny boční lodi, nově vzniklá příčná část byla zastřešena a věž zvýšena. Trojlodí bylo zaklenuto plochým stropem se štukovými zrcadly. V kněžišti byla gotická klenba nahrazena jedním polem pruské placky. V druhé polovině 19. století byl strop lodí vyzdoben malbami. Jižní předsíň byla přistavěna na konci 19. století a na začátku 20. století západní předsíň. Opravy kostela byla provedeny v roce 1901 a v roce 1998. Z původní gotické stavby se dochovala obvodová stěna lodi a kněžiště s východním štítem. Do zdí kostela byly zasazeny náhrobní desky z 19. století.   V interiéru je epitafní deska Bavorů z Holovous z roku 1514.

## Popis
Kostel je orientovaná zděná omítaná stavba na půdorysu kříže postavená z kamene a cihel. Loď je zakončena pravoúhlým kněžištěm a s věží v západním průčelí. Boky lodi jsou tvořeny bočními kaplemi. Za kněžištěm je sakristie. Kněžiště na půdorysu čtverce je zaklenuto pruskou plackou, v bocích je po jednom půlkruhovém okně. Za oltářem ve východní stěně je vchod do pravoúhlé sakristie, která je zaklenuta valenou klenbou s výsečemi. Boční kaple mají tři klenební pole, z nichž východní je ploché, otevřené do lodi půlkruhovým obloukem. Druhé (střední) a třetí (západní) pole mají příčně valenou klenbu, průchody jsou zakončeny půlkruhovými záklenky. Nad kaplemi je plochostropá empora do lodi otevřena otvory s půlkulatým obloukem. Loď má plochý strop a je oddělena půlkruhovým triumfálním obloukem od kněžiště. V západní části lodi je zděná kruchta nesená dvěma sloupy s podnoží, patkou a hlavicí s čtvercovou deskou, je podklenutá pruskou klenbou po stranách příčně valené klenby na pasech. V bočních stěnách kostela jsou prolomena tři půlkulatá okna. Vchod do kostela vede podvěžím. Střecha lodi a kněžiště je sedlová, nad kaplemi je sedlová zvalbená, předsíně mají sedlové střechy, sakristie má střechu valbovou.
K západnímu průčelí je přistavěna mohutná čtyřboká hranolová třípatrová věž se vstupním přístavkem. Podvěží je zaklenuto valeně. V druhém patře v západní stěně je střílnová štěrbina. Ve zvonovém patře jsou půlkruhová okna otevřená ve všech čtyřech stěnách. Věž je zakončena zvonovitou helmou.

## Hradební brána
U kostela se nachází hřbitov. Kostel byl ohrazen omítanou hradbou z lomového kamene jeden metr silnou. Původní hradba se zachovala ve východní části (půlkruh), západní část zanikla při rozšiřování hřbitova. V její východní straně je stojí patrová vstupní brána s pultovou střechou. Za bránou je schodiště. Bránou vede půlkruhový vstup, po stranách jsou dva opěrné pilíře. Nad vjezdem je okno se segmentovým záklenkem a nad ním byla malba na dřevě. V průjezdu po pravé straně je vstup do místnosti. Druhá brána je u hospodářského domu čp.104.
Před hlavní bránou stojí budova fary z let 1711–1738. Jako neobyvatelná je zmiňována v roce 1638. Po požáru v roce 1675 byla v roce 1678 nově postavena.